# Khalifa Laâbd
Khalifa Laâbd (en arabe : خليفة العبد), né en 1955, est un footballeur international marocain. Il a notamment évolué KAC de Kénitra durant les années 1970 et 1980.

## Sélection en équipe nationale
1. 17/02/1980 Maroc - Pologne Marrakech 1 - 0 Amical
2. 20/10/1980 Corée du sud - Maroc KUALA LUMPUR 1 - 1 Merdeka Final
3. 21/10/1980 Nlle Zelande - Maroc KUALA LUMPUR 0 - 3 Merdeka Final
4. 23/10/1980 Birmanie - Maroc KUALA LUMPUR 2 - 2 Merdeka Final
5. 25/10/1980 Indonesie - Maroc KUALA LUMPUR 0 - 2 Merdeka Final
6. 02/11/1980 Malaisie - Maroc Malaisie 1 - 2 Merdeka Final / 1 but
7. 23/03/1983 Tunisie - Maroc Sousse 1 - 0 Amical
8. 10/04/1983 Maroc – Mali Maroc 4 - 0 Elim. CAN 1984
9. 24/04/1983 Mali - Maroc Bamako 2 - 0 Elim. CAN 1984
10. 28/08/1983 Maroc - Nigeria Maroc 0 - 0 (3 - 4) Elim. CAN 1984
11. 13/09/1983 Maroc – Libye Mohammedia 2 - 0 JM 1983 / 1 but
12. 15/09/1983 Maroc – Égypte Casablanca 2 - 1 J.M 1983
13. 15/01/1984 Côte d’ivoire - Maroc Abidjan 3 - 3 Amical / 1 but
14. 04/02/1984 Maroc - Bulgarie Maroc 1 - 1 Amical / 1 but
15. 19/02/1986 Maroc - Bulgarie Rabat 0 - 0 Amical
16. 08/03/1986 Algérie - Maroc Alexandrie 0 - 0 CAN 1986
17. 11/03/1986 Cameroun - Maroc Alexandrie 1 - 1 CAN 1986
18. 14/03/1986 Zambie - Maroc Alexandrie 0 - 1 CAN 1986
19. 17/03/1986 Égypte - Maroc Le Caire 1 - 0 ½ Finale CAN 1986
20. 20/03/1986 Côte d’ivoire - Maroc Le Caire 3 - 2 ¾ Finale CAN 1986
21. 23/04/1986 Irlande du Nord - Maroc Belfast 2 - 1 Amical
22. 02/06/1986 Pologne - Maroc Monterrey 0 - 0 C.M 1986
23. 06/06/1986 Angleterre - Maroc Monterrey 0 - 0 C.M 1986
24. 11/06/1986 Portugal - Maroc Guadalajara 1 - 3 C.M 1986
25. 17/06/1986 RFA - Maroc Monterrey 1 - 0 1/8 Finale C.M 1986
26. 08/01/1989 Maroc – Zambie Rabat 1 - 0 Elim. CM 1990
27. 22/01/1989 Tunisie - Maroc  Tunis  2 - 1 Elim. CM 1990

## Les matchs olympiques
1. 21/12/1979 Alger Algérie v Maroc 3 - 0 Elim. JO 1980
2. 15/05/1983 Conakry Guinée v Maroc 0 - 0 Elim. JO 1984
3. 29/05/1983 Casablanca Maroc v Guinée 3 - 0 Elim. JO 1984
4. 09/09/1983 Mohammedia Maroc v Grèce 0 - 0 J.M 1983
5. 25/09/1983 Casablanca Maroc v Sénégal 1 - 0 Elim. JO 1984
6. 11/02/1984 Lagos Nigeria v Maroc 0 - 0 Elim. JO 1984
7. 26/02/1984 Casablanca Maroc v Nigeria 0 - 0 (4-3p) Elim. JO 1984
8. 17/01/1988 : Tunis Tunisie v Maroc 1 - 0 Elim. JO 1988
9. 30/01/1988 : Rabat Maroc v Tunisie 2 - 2 Elim. JO 1988